# Walt Disney World Resort

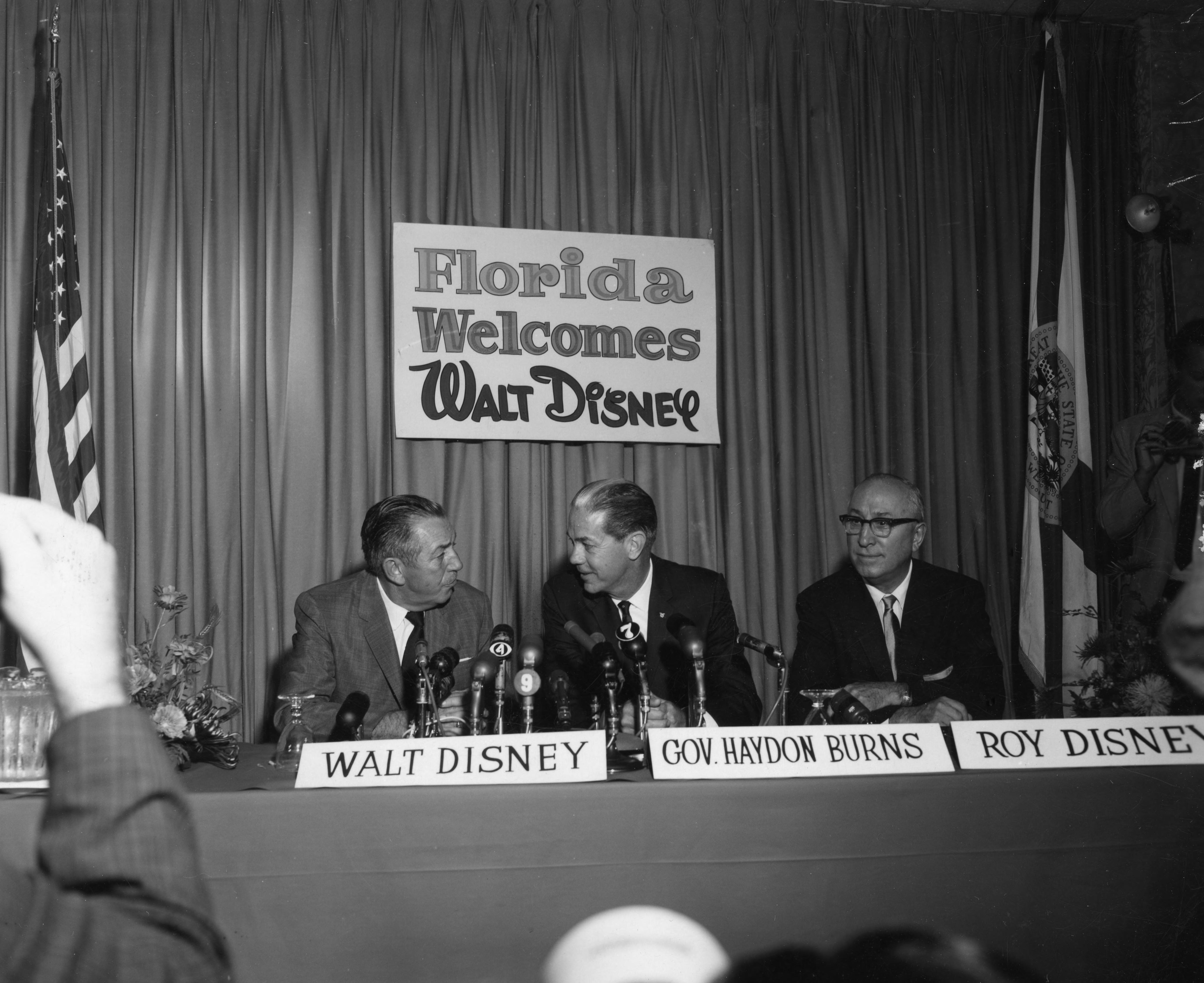
Walt Disney tillsammans med Floridas guvernör W. Haydon Burns och brodern Roy O. Disney vid den presskonferens som hölls 15 november 1965 då planerna på Walt Disney World meddelades offentligt.

Walt Disney World Resort är en nöjesanläggning som ägs av Walt Disney Company och är belägen i Orange County och Osceola County, sydväst om staden Orlando i delstaten Florida i USA. Anläggningens ungefärliga areal är 121,7 km², och inkluderar fyra temaparker, två vattenparker, 23 hotell och köpcentrum. Walt Disney World Resort är den största anläggningen av sitt slag i hela världen.
Walt Disney World Resort öppnade den 1 oktober 1971 då "huvudparken" Magic Kingdom invigdes. Sedan dess har ytterligare tre temaparker på Walt Disney World Resort tillkommit: Epcot (1982), Disney's Hollywood Studios (1989) samt Disney's Animal Kingdom (1998).

## Parkerna

### Magic Kingdom

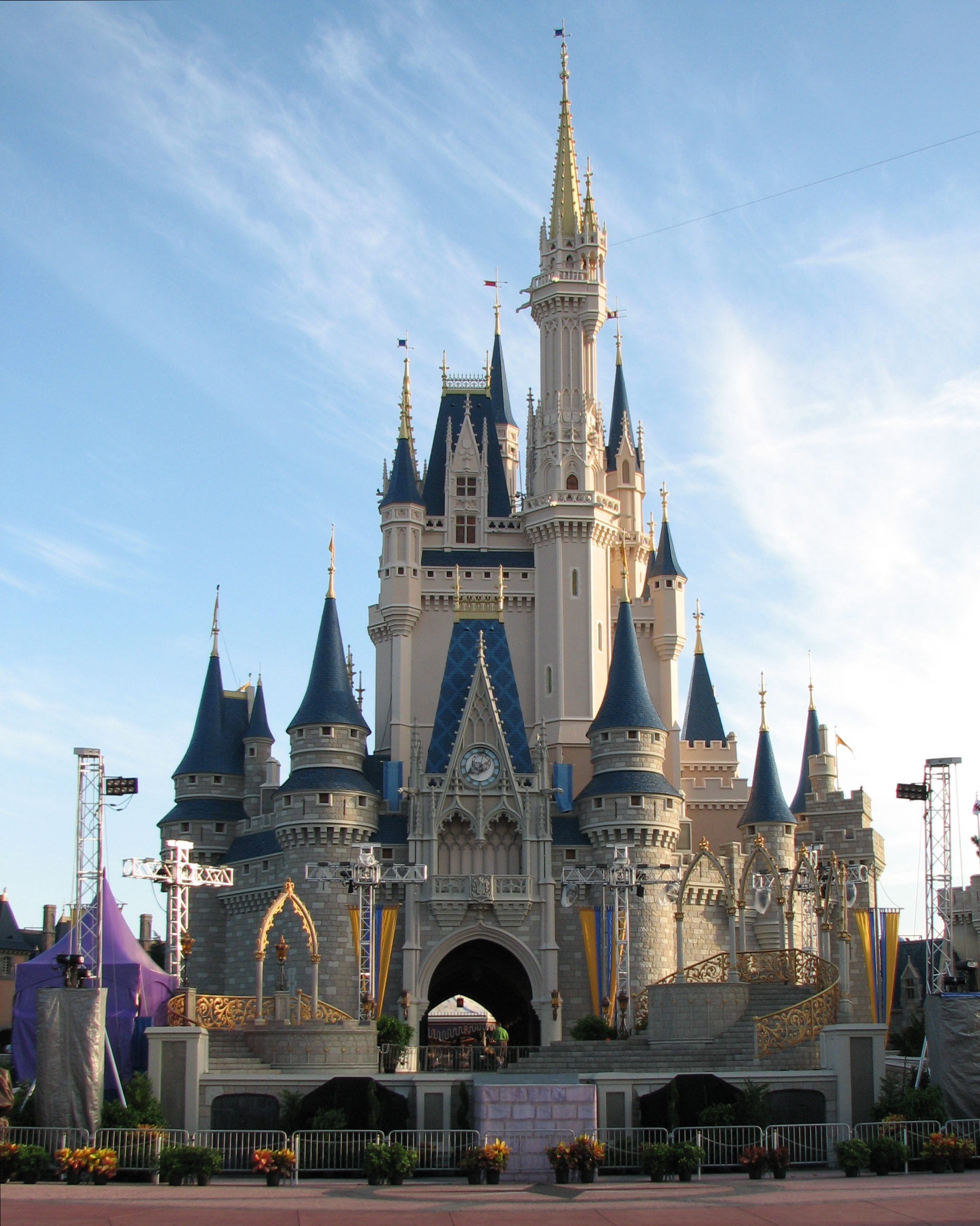
Cinderella Castle (Askungens slott) är mittpunkten i Magic Kingdom.

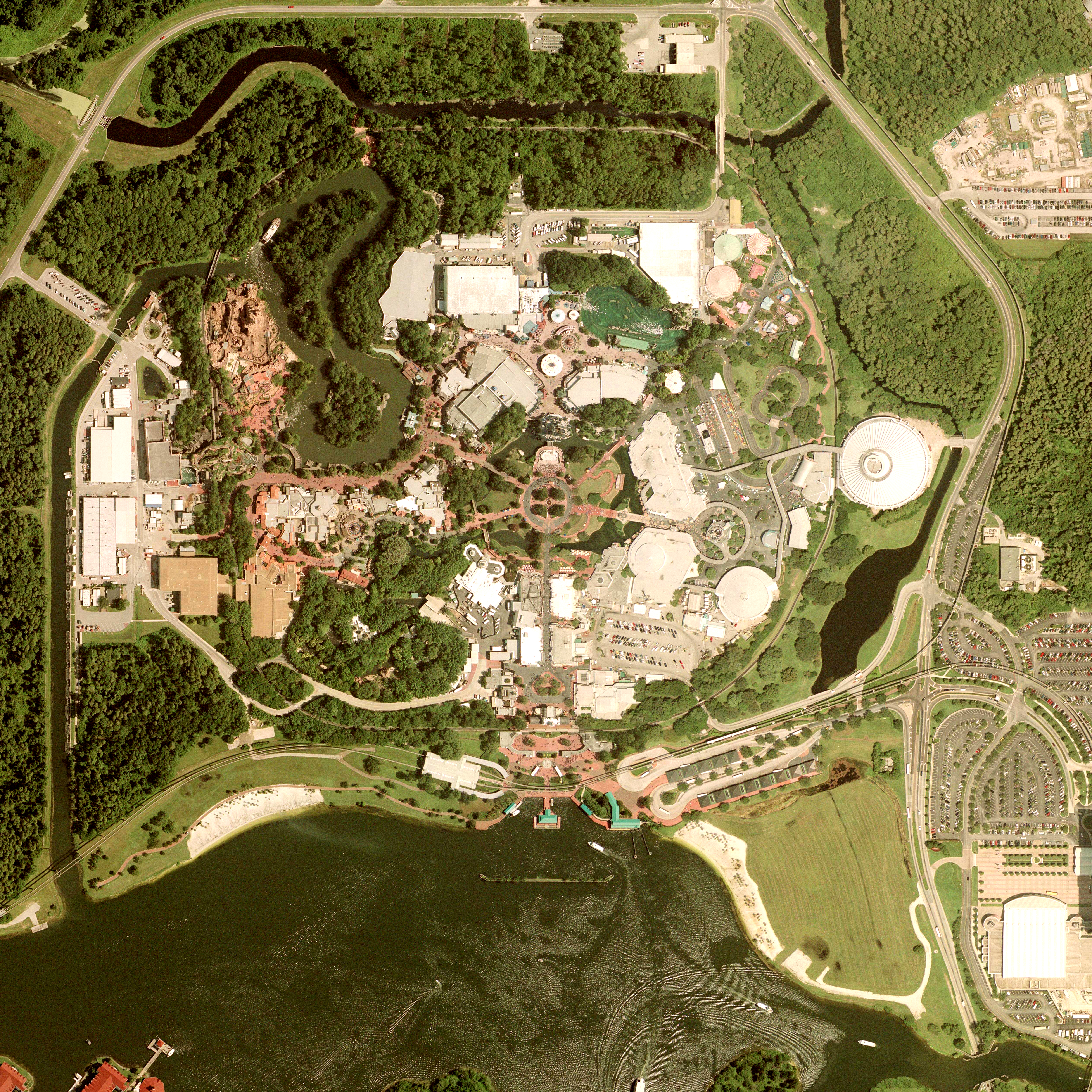
Satellitbild över Magic Kingdom.

Den första parken i Walt Disney World Resort är Magic Kingdom som öppnade 1 oktober 1971. Magic Kingdom efterliknar och byggdes med erfarenheterna från Disneyland i Anaheim, Kalifornien. Magic Kingdom var den första delen av Walt Disneys "Florida-projekt", och hade vid öppnandet 23 attraktioner. Tre av attraktionerna var unika för parken, medan de andra 20 var kopierade från Disneyland.

#### Attraktioner på Magic Kingdom
- Astro Orbitor
- Big Thunder Mountain Railroad
- Buzz Lightyear's Space Ranger Spin
- Country Bear Jamboree
- Dumbo the Flying Elephant
- Hall of Presidents
- Haunted Mansion
- It's a Small World
- Jungle Cruise
- Liberty Square Riverboat
- Mad Tea Party
- The Magic Carpets of Aladdin
- The Many Adventures of Winnie the Pooh
- Mickey's Philharmagic
- Monsters, Inc. Laugh Floor
- Peter Pan's Flight
- Pirates of the Caribbean
- Pooh's Playful Spot
- Prince Charming Regal Carrousel
- Snow White's Scary Adventures
- Space Mountain
- SpectroMagic
- Splash Mountain
- Stitch's Great Escape!
- Swiss Family Treehouse
- Tom Sawyer Island
- Tomorrowland Indy Speedway
- Tomorrowland Transit Authority
- Walt Disney's Carousel of Progress
- Walt Disney's Enchanted Tiki Room
- Walt Disney World Railroad

### Epcot

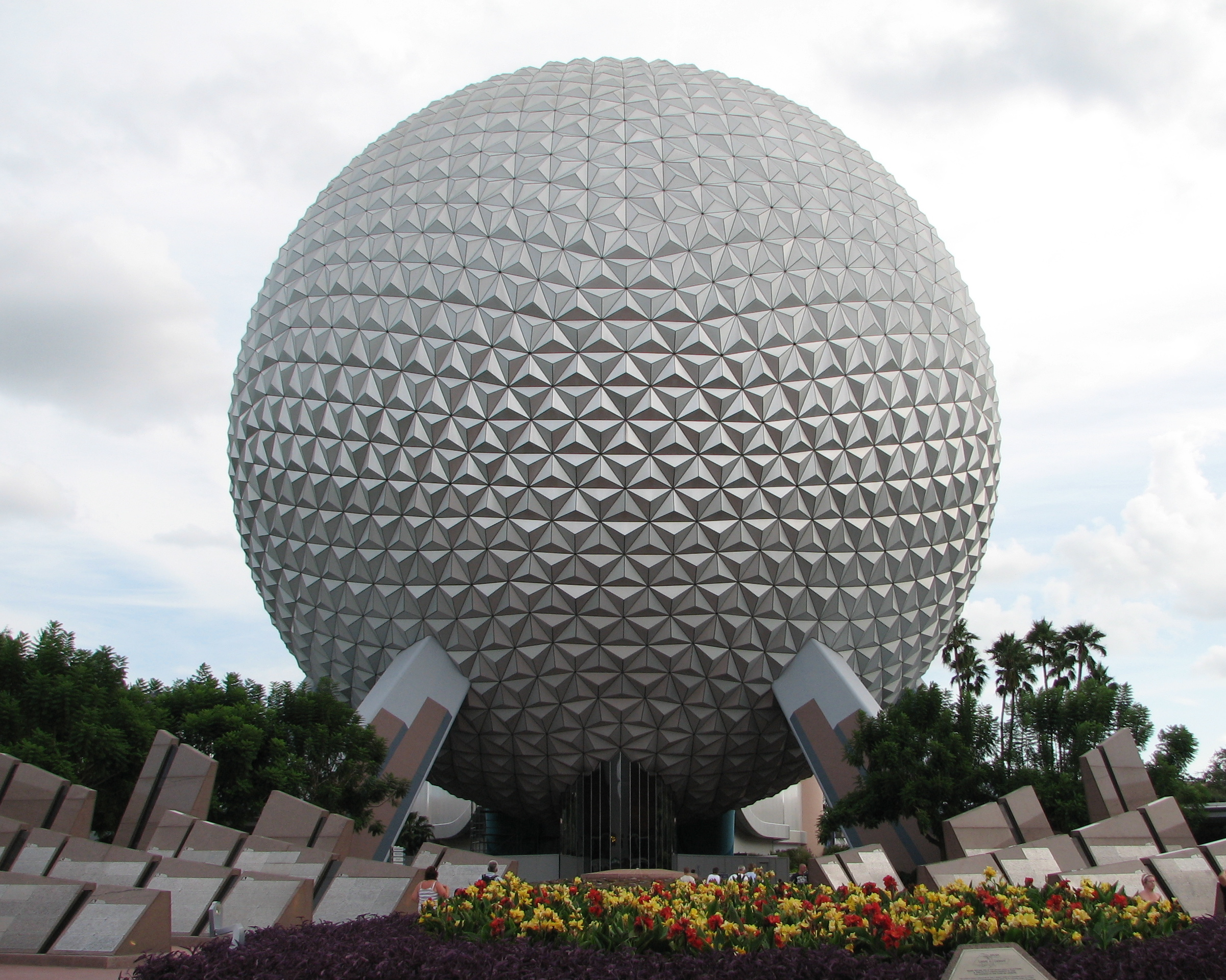
Spaceship Earth är mittpunkten i Epcot.

Epcot var den andra parken i Disney World, som byggdes den 1 oktober 1982, och hette från början EPCOT Center, men döptes 1996 om till Epcot. Namnet är en förkortning som står för "Experimental Prototype Community Of Tomorrow". 

#### Epcot och Reedy Creek
EPCOT var i Walt Disneys ursprungliga planer från 1960-talet inte någon temapark utan var tänkt som en verklig hypermodernistisk prototypstad med 20 000 invånare. För att möjliggöra det hela så stiftade Floridas legislatur 1967 en lag, Reedy Creek Improvement Act, som i praktiken gav Disney som markägare rätten att tillsätta en styrelse för Reedy Creek Improvement District (RCID), i praktiken överlappande med Walt Disney World Resorts yta, med myndighetsbefogenheter likt styret för ett county. På 1990-talet byggde Disney en nyurbanistisk stad, Celebration, som dock avyttrades från området. I februari 2023 ändrade Floridas legislatur lagen som reglerade RCID, bytte dess namn till Central Florida Tourism Oversight District vars ledamöter istället utses av Floridas guvernör. Waly Disney Company accepterade inte delstatens upphävande av RCID och drev rättsprocesser i både delstatlig och federal domstol, i den senare hävdande att guvernör Ron DeSantis retalierade mot företagets yttrandefrihet. Under våren 2024 gjorde upp i godo med delstaten då det stod klart att Walt Disney Companys rättprocesser inte ledde någonvart.

#### Attraktioner på Epcot
- The American Adventure
- Circle of Life: An Environmental Fable
- Ellen's Energy Adventure
- Grand Fiesta Tour
- IllumiNations: Reflections of Earth
- Image Works
- Imagination!
- Innoventions
- Journey into Imagination with Figment
- Kim Possible World Showcase Adventure
- Living with the Land
- Maelstrom
- Mission: SPACE
- National Treasures - US
- Soarin'
- Spaceship Earth
- Test Track
- The Land
- The Seas with Nemo and Friends
- Turtle Talk with Crush
- Universe of Energy

#### Länder
Likt en världsutställning finns det flera länder som skildras:

- Frankrike
- Italien
- Japan
- Kanada
- Kina
- Marocko
- Mexiko
- Norge
- Storbritannien
- Tyskland

### Disney's Hollywood Studios

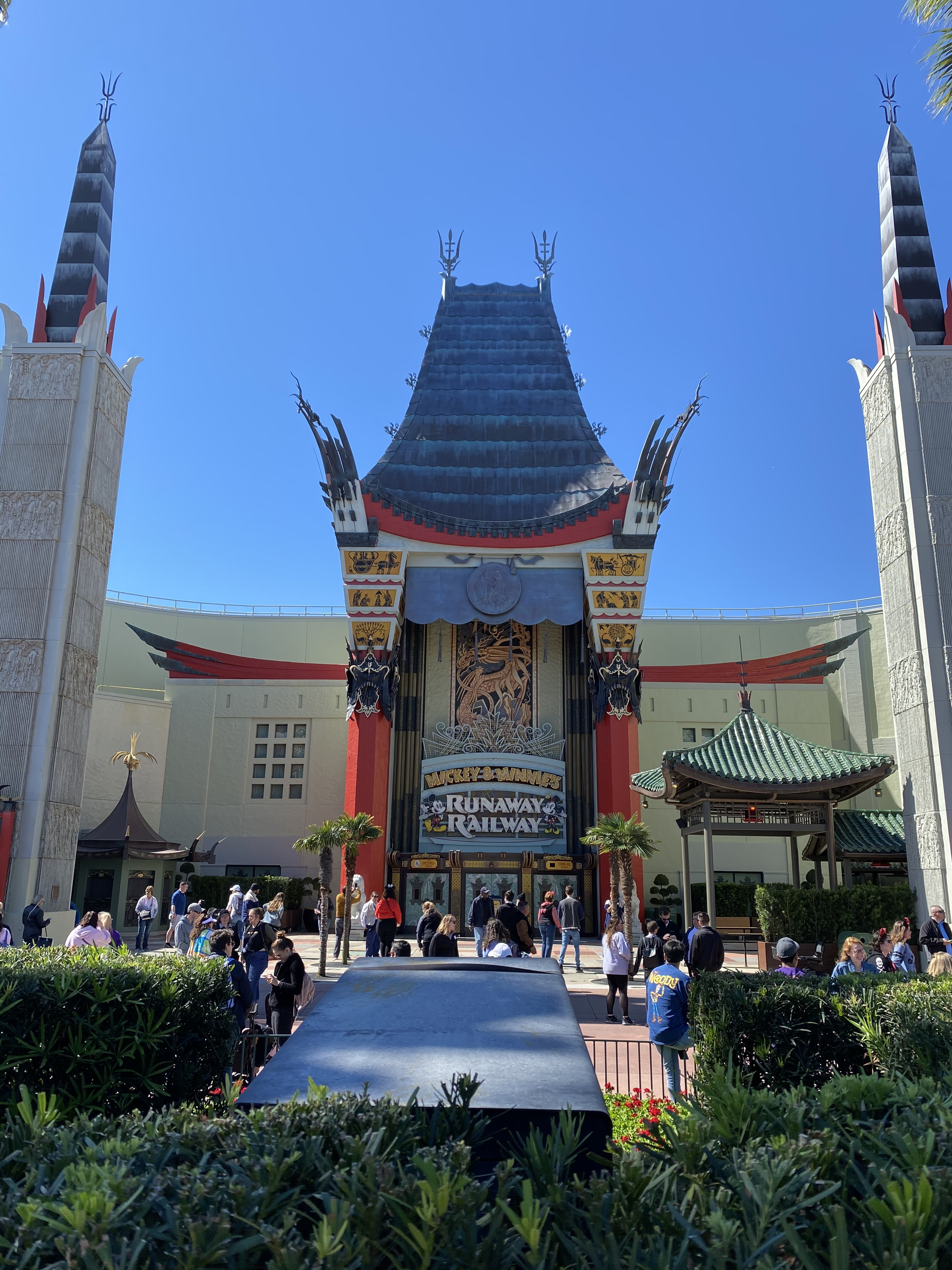
Repliken av Grauman's Chinese Theatre.

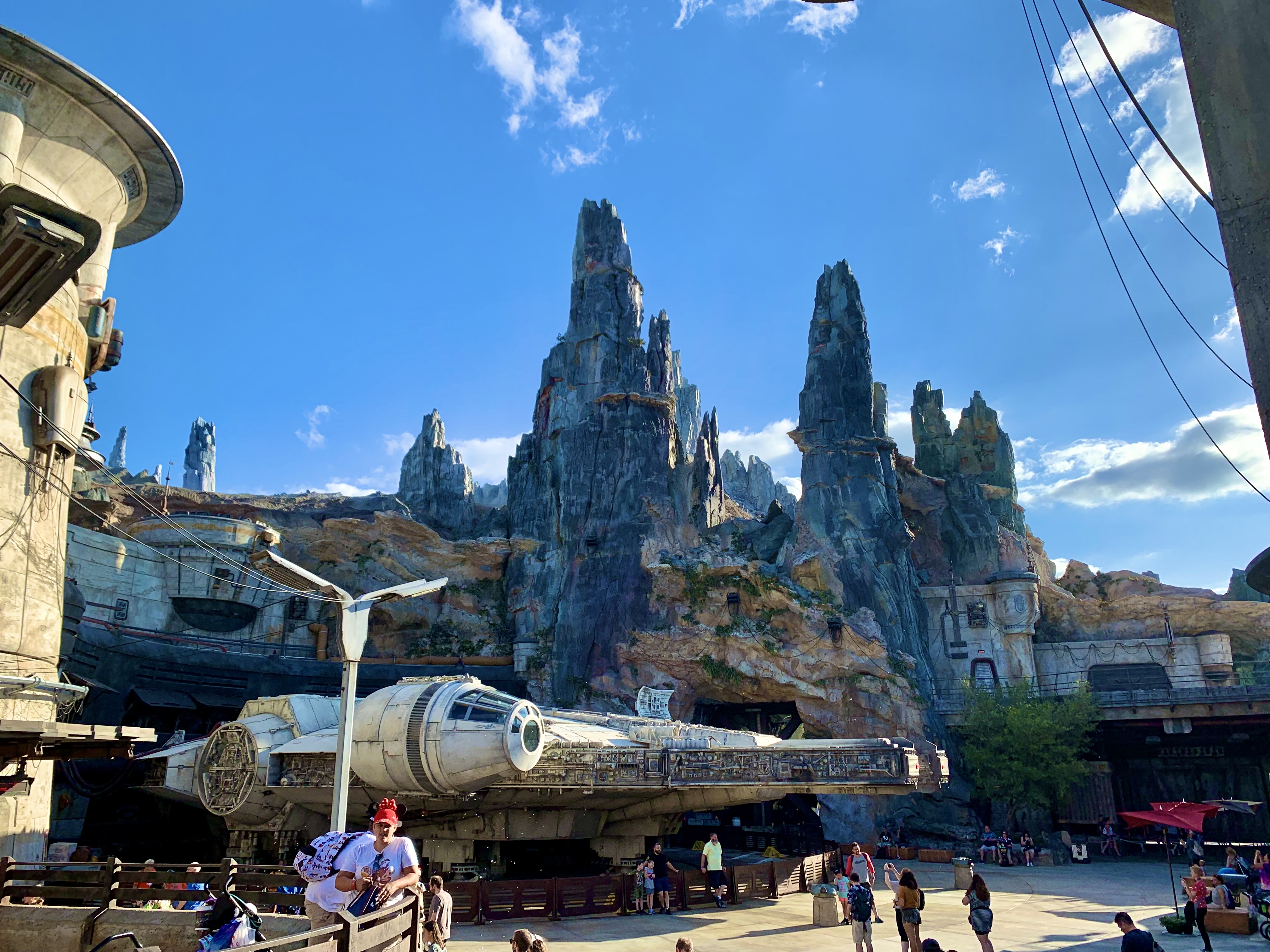
Star Wars: Galaxy's Edge, inspirerat av Star Wars uppföljartrilogi, öppnade under 2019.

Den tredje parken i Walt Disney World Resort är Disney's Hollywood Studios som öppnade den 1 maj 1989. Dess ursprungsnamn var Disney-MGM Studios, ett namn som bars fram till 2008. 
Disneys filmpark öppnade ett år innan huvudrivalen Universal öppnade sin filmpark i Orlando, Universal Studios Florida.

#### Attraktioner på Disney's Hollywood Studios
- The Academy of Television Arts & Sciences Hall of Fame
- American Film Institute Showcase
- Beauty and the Beast Live on Stage
- Block Party Bash
- Fantasmic!
- The Great Movie Ride
- Indiana Jones Epic Stunt Spectacular!
- Jedi Training Academy
- Lights, Motors, Action! Extreme Stunt Show
- The Magic of Disney Animation
- Muppet*Vision 3D
- Rock 'n' Roller Coaster Starring Aerosmith
- Disney Junior Live on stage
- For the first time in forever - A frozen sing a long
- Star Tours: The Adventures Continue
- The Twilight Zone Tower of Terror
- Sounds Dangerous!
- Toy Story Midway Mania
- Voyage of the Little Mermaid
- Walt Disney: One Man's Dream
- Star Wars Lauch Bay
- Star Wars Path Of Jedi
- Star Wars Lauch Bay Theatre

### Disney's Animal Kingdom

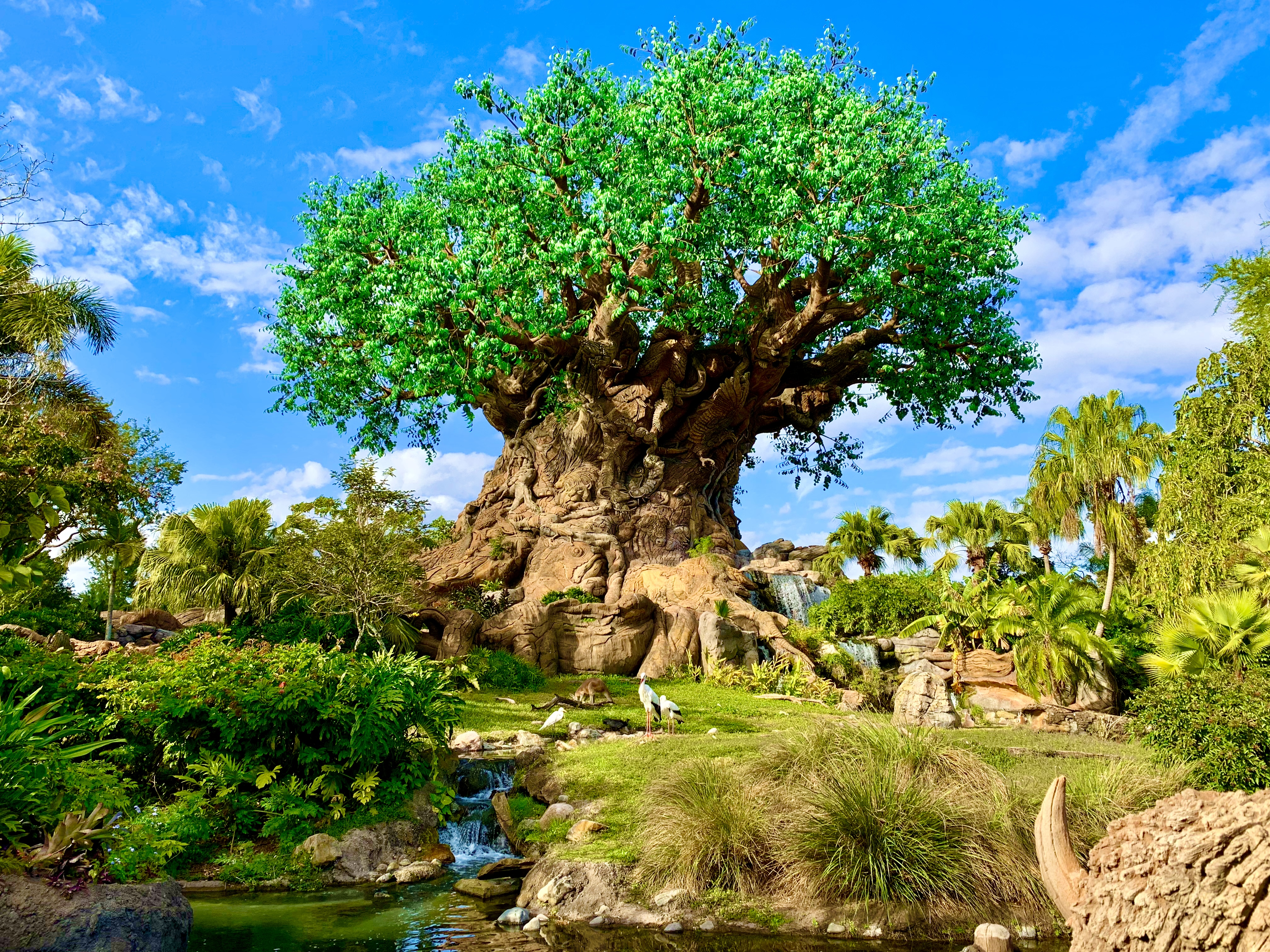
Tree of Life är mittpunkten i Animal Kingdom.

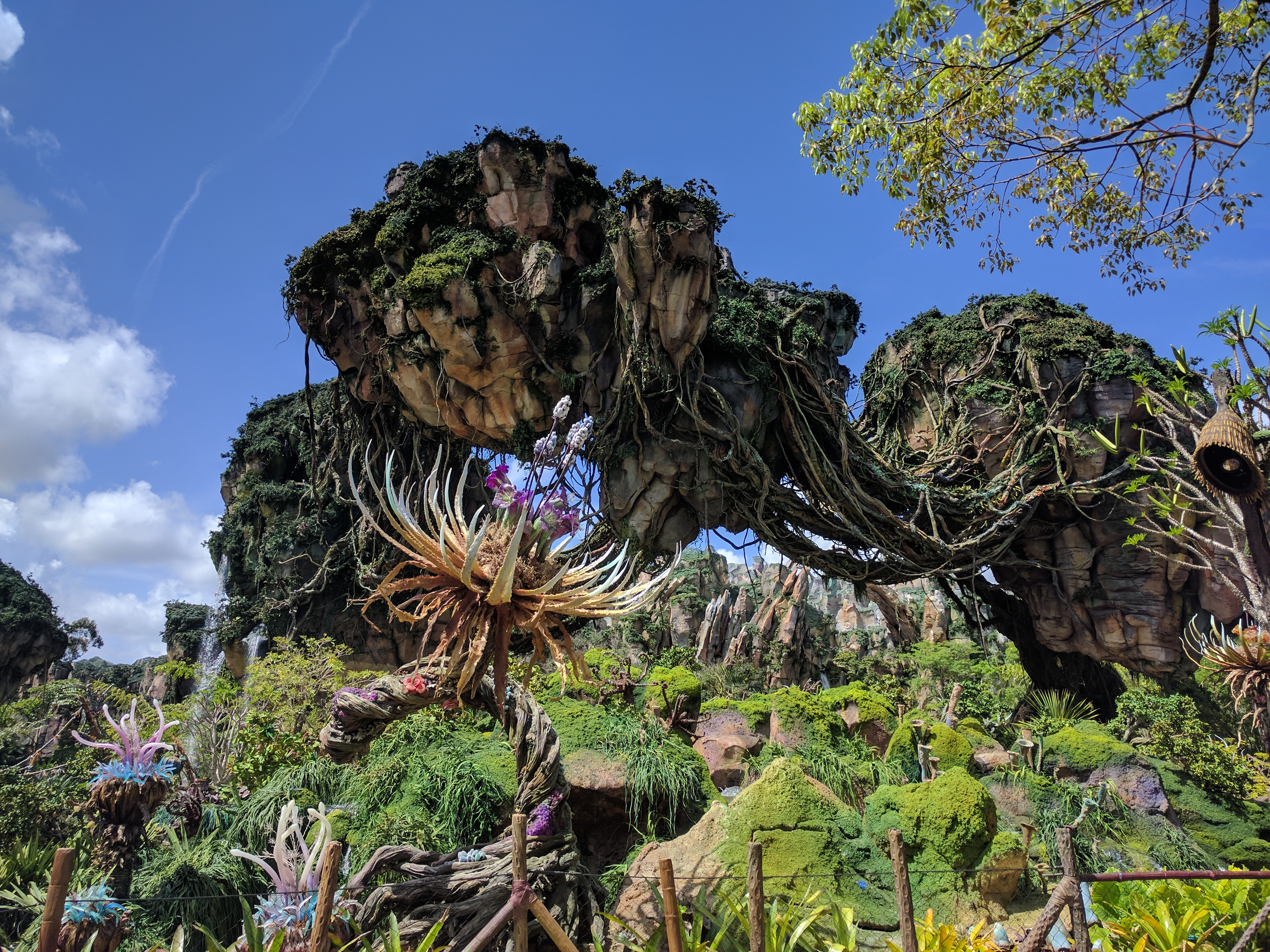
Pandora – The World of Avatar öppnade 2017 med miljöer från långfilmen Avatar.

Den fjärde parken i Walt Disney World Resort, Disney's Animal Kingdom, öppnade 22 april 1998. Till ytan är den största Disney-parken i hela världen. Parken är en kombination av temapark och djurpark.
I maj 2017 öppnade Pandora – The World of Avatar med miljöer från James Camerons långfilm Avatar från 2009. 

#### Attraktioner på Disney's Animal Kingdom
- Affection Section
- Conservation Station
- Cretaceous Trail
- Dinosaur
- Dino Sue
- Discovery Island Trails
- Expedition Everest
- Finding Nemo the Musical
- Habitat Habit
- It's Tough to be a Bug
- Kali River Rapids
- Kilimanjaro Safaris
- Maharajeh Jungle Trek
- Oasis
- Pangani Forest Trails
- Primeval Whirl
- TriceraTops Spin
- Wildlife Express Train

## Tidigare attraktioner

### Disney's River Country
Disney's River Country, som var den första vattenparken på nöjesfältet, öppnades den 20 juni 1976, och stängdes den 2 november 2001.

### Discovery Island
Discovery Island är en ö i Bay Lake, och var öppen för turister mellan den 8 april 1974 och den 8 april 1999. Syftet med ön var att upptäcka djur.

## Hotell
På marken tillhörande Walt Disney World Resort finns 33 hotell. Av dessa 33 hotell är 24 ägda och omhändertagna av Walt Disney Company. Alla dessa hotell ligger på fyra olika områden i parken; Magic Kingdom Resort Area, Epcot Resort Area, Downtown Disney Resort Area, och Animal Kingdom Resort Area.

### Hotellkategorier
Hotellen är uppdelade och sorterade i fem olika kategorier; Deluxe, Moderate, Value, Disney Vacation Club Villas, och Campground.

### Lista över hotell som tillhör Disney
| Hotellnamn:                                  | Öppningsdatum:   | Tema:                      | Antal rum: | Ägare:                        | Område:                 |
| -------------------------------------------- | ---------------- | -------------------------- | ---------- | ----------------------------- | ----------------------- |
| Disney's Animal Kingdom Lodge                | 16 april 2001    | Afrikanska djur            | 1307       | Walt Disney Parks and Resorts | Disney's Animal Kingdom |
| Disney's Beach Club Resort                   | 19 november 1990 | Newport Beach Cottage      | 583        | Walt Disney Parks and Resorts | Epcot                   |
| Disney's BoardWalk Inn                       | 1 juli 1996      | Tidigt 1900-tal            | 378        | Walt Disney Parks and Resorts | Epcot                   |
| Disney's Contemporary Resort                 | 1 oktober 1971   | Modernt                    | 655        | Walt Disney Parks and Resorts | Magic Kingdom           |
| Disney's Grand Floridian Resort & Spa        | 1 juli 1988      | Victorian Seaside Resort   | 867        | Walt Disney Parks and Resorts | Magic Kingdom           |
| Disney's Polynesian Resort                   | 1 oktober 1971   | South Seas                 | 847        | Walt Disney Parks and Resorts | Magic Kingdom           |
| Disney's Wilderness Lodge                    | 28 maj 1994      | Pacific Northwest          | 729        | Walt Disney Parks and Resorts | Magic Kingdom           |
| Disney's Yacht Club Resort                   | 5 november 1990  | Martha's Vineyard Resort   | 630        | Walt Disney Parks and Resorts | Epcot                   |
| Disney's Caribbean Beach Resort              | 1 oktober 1988   | Tropiska öarna             | 2112       | Walt Disney Parks and Resorts | Epcot                   |
| Disney's Coronado Springs Resort             | 1 augusti 1997   | Sydväst-amerika            | 1915       | Walt Disney Parks and Resorts | Disney's Animal Kingdom |
| Disney's Port Orleans Resort French Quarter  | 17 maj 1991      | New Orleans French Quarter | 1008       | Walt Disney Parks and Resorts | Downtown Disney         |
| Disney's Port Orleans Resort Riverside       | 2 februari 1992  | Antebellum South           | 2048       | Walt Disney Parks and Resorts | Downtown Disney         |
| Disney's Pop Century Resort                  | 14 december 2003 | Amerikansk pop             | 2880       | Walt Disney Parks and Resorts | Disney's Animal Kingdom |
| Disney's All-Star Movies Resort              | 15 januari 1999  | Disney-filmer              | 1920       | Walt Disney Parks and Resorts | Disney's Animal Kingdom |
| Disney's All-Star Music Resort               | 22 november 1994 | Musik                      | 1604       | Walt Disney Parks and Resorts | Disney's Animal Kingdom |
| Disney's All-Star Sports Resort              | 24 april 1994    | Sport                      | 1920       | Walt Disney Parks and Resorts | Disney's Animal Kingdom |
| Disney's Fort Wilderness Resort & Campground | 19 november 1971 | Camping                    | 800        | Walt Disney Parks and Resorts | Magic Kingdom           |
| Disney's Old Key West Resort                 | 20 december 1991 | Tidigt 1900-tal            | 761        | Disney Vacation Club          | Downtown Disney         |
| Disney's BoardWalk Villas                    | 1 juli 1996      | Tidigt 1900-tal            | 583        | Disney Vacation Club          | Epcot                   |
| The Villas at Disney's Wilderness Lodge      | 15 november 2000 | Pacific Northwest          | 136        | Disney Vacation Club          | Magic Kingdom           |
| Disney's Beach Club Villas                   | 1 juli 2002      | Newport Beach Resort       | 282        | Disney Vacation Club          | Epcot                   |
| Disney's Saratoga Springs Resort & Spa       | 17 maj 2004      | 1880-talets New York       | 1260       | Disney Vacation Club          | Downtown Disney         |
| Disney's Animal Kingdom Villas               | 15 augusti 2007  | Afrikanskt safari          | 458        | Disney Vacation Club          | Disney's Animal Kingdom |
| Bay Lake Tower                               | 4 augusti 1999   | Modernt                    | 428        | Disney Vacation Club          | Magic Kingdom           |
| Disney's Art of Animation Resort             | Sommaren 2012    | Disney-karaktärer          | 864        | Walt Disney Parks and Resorts | Disney's Animal Kingdom |
| Golden Oak at Walt Disney World Resort       | Hösten 2011      | Gamla Spanien              | 450        | Walt Disney Parks and Resorts | Magic Kingdom           |

### Lista över hotell i parken som inte tillhör Disney
| Hotellnamn:                                 | Öppningsdatum:   | Tema:  | Antal rum: | Ägare:                                | Område:         |
| ------------------------------------------- | ---------------- | ------ | ---------- | ------------------------------------- | --------------- |
| Best Western Lake Buena Vista Resort Hotel  | 21 november 1972 | Inget  | 325        | Best Western                          | Downtown Disney |
| Doubletree Guest Suite Resort               | 15 mars 1987     | Inget  | 229        | Hilton Hotels Corporation             | Downtown Disney |
| Wyndham Lake Buena Vista                    | 15 oktober 1972  | Inget  | 626        | Wyndham Hotels & Resorts              | Downtown Disney |
| Royal Plaza                                 | 1 oktober 1972   | Inget  | 394        | -                                     | Downtown Disney |
| Holiday Inn in the Walt Disney World Resort | 8 februari 1973  | Inget  | 323        | InterContinental Hotels Group         | Downtown Disney |
| Buena Vista Palace Resort & Spa             | 10 mars 1983     | Inget  | 1014       | Blackstone Group                      | Downtown Disney |
| Shades of Green                             | 1 februari 1994  | Golf   | 586        | United States Department of Defense   | Magic Kingdom   |
| Walt Disney World Dolphin                   | 1 juni 1990      | Vatten | 1509       | Starwood Hotels and Resorts Worldwide | Epcot           |
| Walt Disney World Swan                      | 13 januari 1990  | Vatten | 756        | Starwood Hotels and Resorts Worldwide | Epcot           |

## Övrigt

### Antal besökare

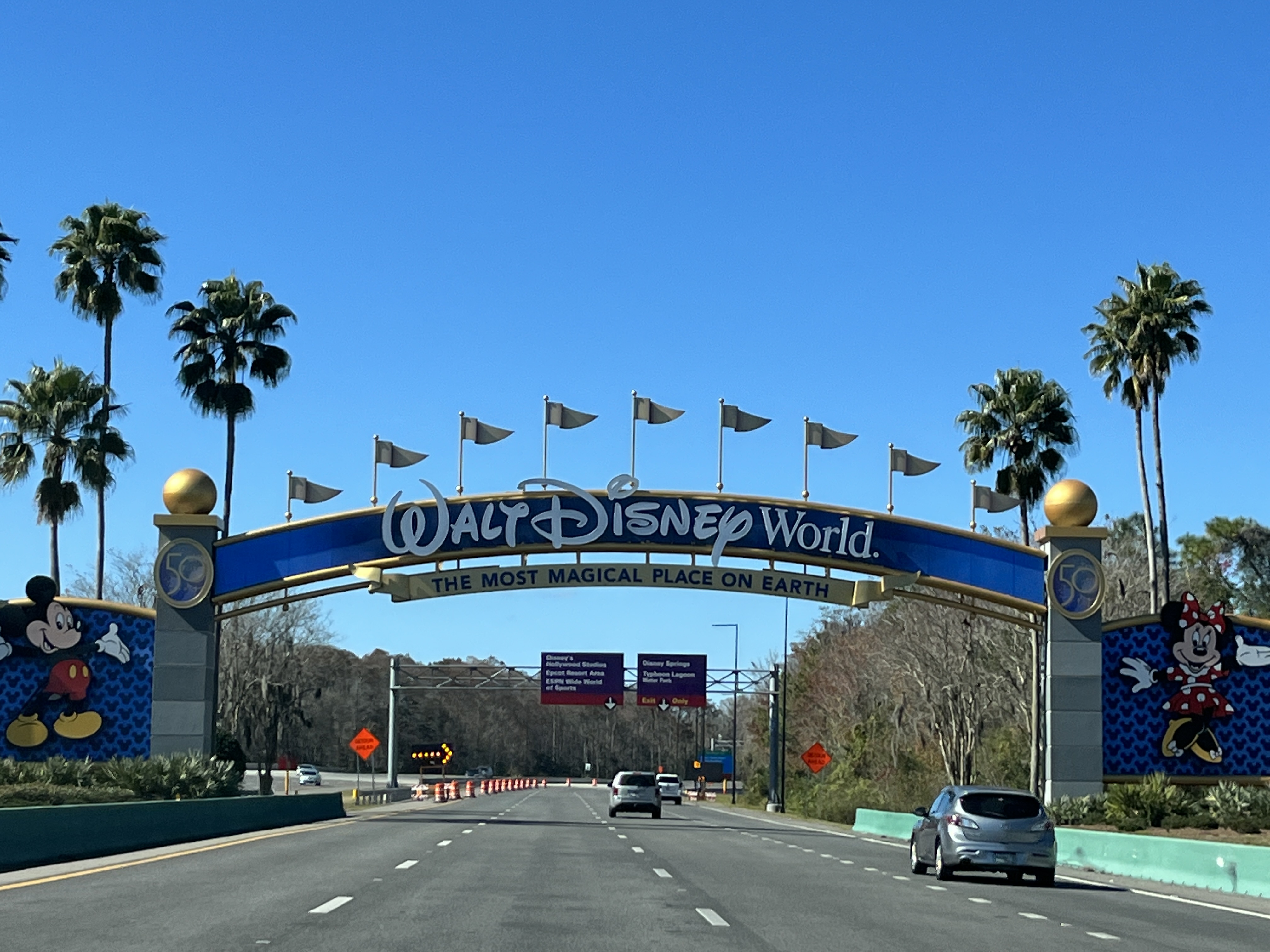
Skylt på anslutningsvägen från Interstate 4.

#### 2000-talet
| Antal besökare (miljoner)  | Antal besökare (miljoner) | Antal besökare (miljoner) | Antal besökare (miljoner) | Antal besökare (miljoner) | Antal besökare (miljoner) | Antal besökare (miljoner) | Antal besökare (miljoner) |
| Park                       | 2003                      | 2004                      | 2005                      | 2006                      | 2007                      | 2008                      | 2009                      |
| -------------------------- | ------------------------- | ------------------------- | ------------------------- | ------------------------- | ------------------------- | ------------------------- | ------------------------- |
| Magic Kingdom              | 14,040                    | 15,100                    | 16,100                    | 16,640                    | 17,060                    | 17,063                    | 17,233                    |
| Epcot                      | 8,620                     | 9,400                     | 9,900                     | 10,460                    | 10,930                    | 10,935                    | 10,990                    |
| Disney's Hollywood Studios | 7,870                     | 8,200                     | 8,600                     | 9,100                     | 9,510                     | 9,608                     | 9,700                     |
| Disney's Animal Kingdom    | 7,310                     | 7,800                     | 8,200                     | 8,910                     | 9,490                     | 9,540                     | 9,590                     |

#### 2010-talet

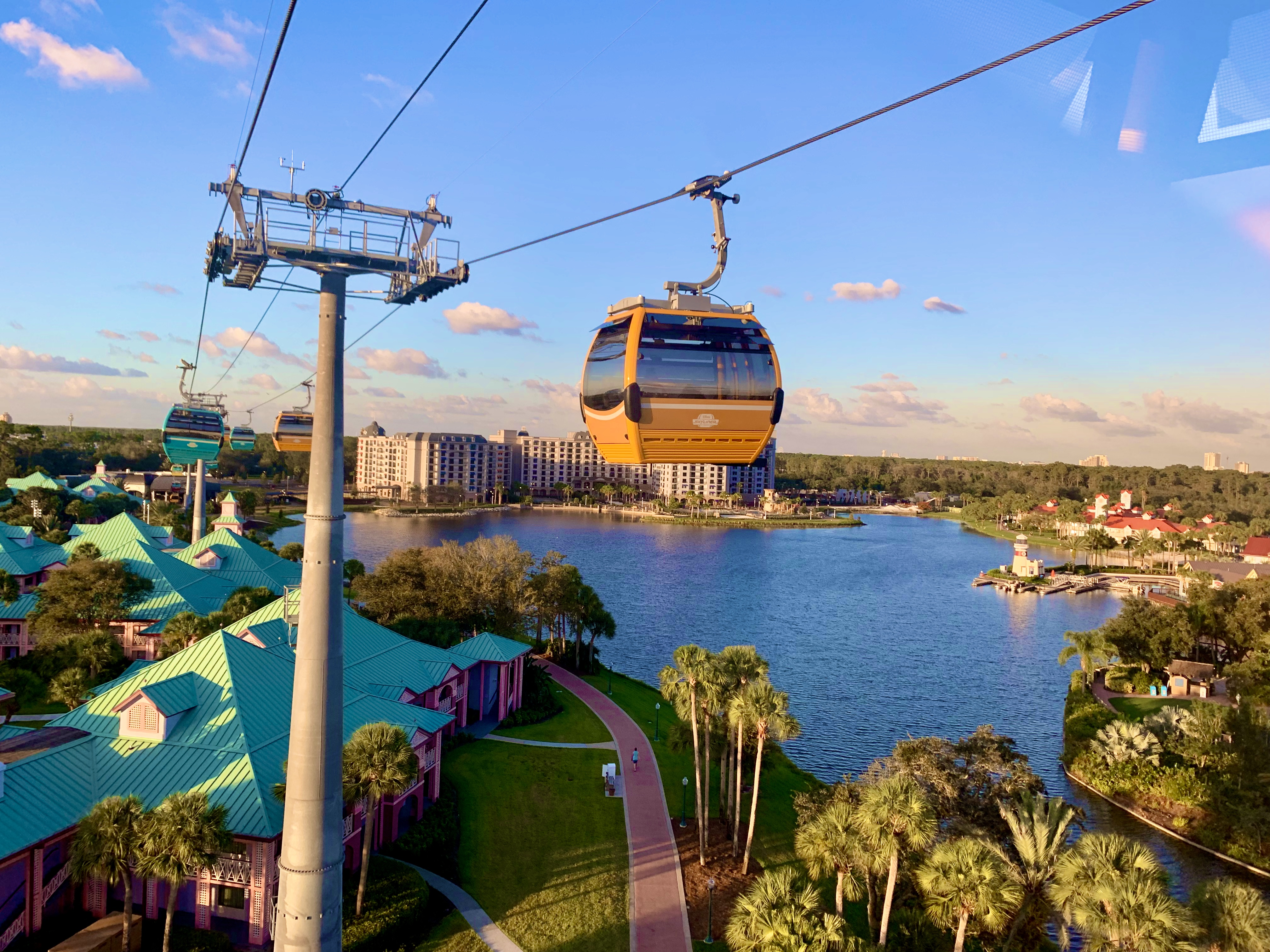
Disney Skyliner, linbana som öppnade under 2019.

| Antal besökare (miljoner)  | Antal besökare (miljoner) | Antal besökare (miljoner) | Antal besökare (miljoner) | Antal besökare (miljoner) | Antal besökare (miljoner) | Antal besökare (miljoner) | Antal besökare (miljoner) | Antal besökare (miljoner) | Antal besökare (miljoner) | Antal besökare (miljoner) |
| Park                       | 2010                      | 2011                      | 2012                      | 2013                      | 2014                      | 2015                      | 2016                      | 2017                      | 2018                      | 2019                      |
| -------------------------- | ------------------------- | ------------------------- | ------------------------- | ------------------------- | ------------------------- | ------------------------- | ------------------------- | ------------------------- | ------------------------- | ------------------------- |
| Magic Kingdom              | 16,972                    | 17,142                    | 17,536                    | 18,588                    | 19,332                    | 20,492                    | 20,395                    | 20,450                    | 20,859                    | 20,963                    |
| Epcot                      | 10,825                    | 10,825                    | 11,063                    | 11,229                    | 11,454                    | 11,798                    | 11,712                    | 12,200                    | 12,444                    | 12,444                    |
| Disney's Hollywood Studios | 9,603                     | 9,699                     | 9,912                     | 10,110                    | 10,312                    | 10,828                    | 10,776                    | 10,722                    | 11,258                    | 11,483                    |
| Disney's Animal Kingdom    | 9,686                     | 9,783                     | 9,998                     | 10,198                    | 10,402                    | 10,922                    | 10,844                    | 12,500                    | 13,750                    | 13,888                    |

#### 2020-talet

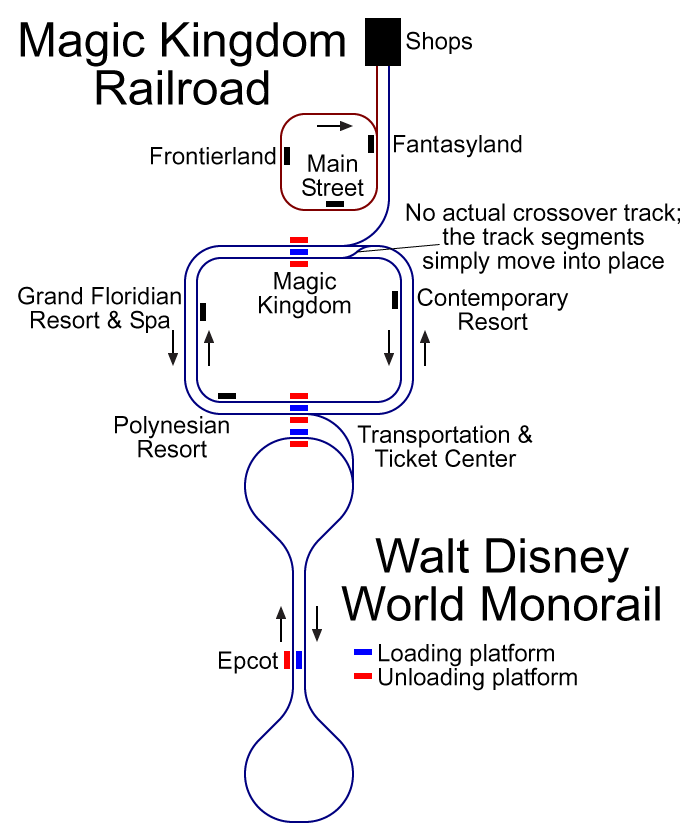
Schamtisk spårkarta över monorailsystemet (som sammanbinder Magic Kingdom och Epcot) samt Walt Disney World Railroad (inne i Magic Kingdom).

| Antal besökare (miljoner)  | Antal besökare (miljoner) | Antal besökare (miljoner) | Antal besökare (miljoner) |
| Park                       | 2020                      | 2021                      | 2022                      |
| -------------------------- | ------------------------- | ------------------------- | ------------------------- |
| Magic Kingdom              | 6,941                     | 12,691                    | 17,133                    |
| Epcot                      | 4,044                     | 7,752                     | 10,000                    |
| Disney's Hollywood Studios | 3,675                     | 8,589                     | 10,900                    |
| Disney's Animal Kingdom    | 4,166                     | 7,194                     | 9,027                     |

### Anställningar
När Magic Kingdom öppnade 1971, hade parken omkring 5.500 anställda. Idag är fler än 60.000 anställda, och det spenderas mer än 1,2 miljarder dollar i löner varje år. Det finns även college-program; The Disney College Program, som ägs av Walt Disney Company.

### Skötsel och underhåll
- Varje år (2004) spenderas omkring 100 miljoner dollar på underhåll av Magic Kingdom, och 2003 spenderades 6 miljoner dollar på att renovera restaurangen Crystal Palace restaurant.

- 90 procent av alla gästerna tyckte att underhållet av Magic Kingdom var väldigt bra[källa behövs].

- När ett gammalt träd behöver ersättas i någon av parkerna, ersätts det med ett 30 år gammalt träd från en trädfarm på området.

- Gatorna i parkerna städas och rengörs varje kväll/natt.

## Transporter
För transporter inom Walt Disney World Resort, mellan temaparkerna och hotell, finns flera olika typer av kollektiva transportmedel. Mest känd och ikonisk är monorailen som förbinder Magic Kingdom med Epcot. Under 2019 öppnade linbanan Disney Skyliner som från monorailen ansluter till Disney's Hollywood Studios och flera hotell.